# Stay With Me (堀江由衣の曲)
「Stay With Me」（ステイ・ウィズ・ミー）は、堀江由衣の楽曲。堀江由衣の18枚目のシングルとして2015年3月4日にスターチャイルドから発売された。

## 概要
前作「The♡World's♡End」から約1年ぶりのリリースとなる、2015年1枚目のシングル。
表題曲「Stay With Me」は、テレビアニメ『DOG DAYS』のエンディングテーマに使用された。
販売形態は初回限定盤、通常盤の2種リリースで、前者には表題曲「Stay With Me」のPVを収録したDVDが同梱されている。

## チャート成績
3月16日付のオリコン週間ランキングでは初動0.8万枚を売り上げ週間13位にランクインした。総合部門ではトップ10入りこそ逃したが、アニメ部門では「PRESENTER」以来4年ぶりとなる首位獲得となった。

## 収録曲
- CD

1. Stay With Me [4:18]
  - 作詞・作曲：伊藤賢、編曲：大川茂伸
  - テレビアニメ『DOG DAYS』エンディングテーマ
2. ほうき星
  - 作詞、作曲：千葉由利子、編曲：川島弘光
3. Stay With Me (Off Vocal) [4:18]
4. ほうき星 (Off Vocal)

- DVD

1. 「Stay With Me」MUSIC CLIP